# Gérard Pierron
 (décembre 2013).
Si vous disposez d'ouvrages ou d'articles de référence ou si vous connaissez des sites web de qualité traitant du thème abordé ici, merci de compléter l'article en donnant les références utiles à sa vérifiabilité et en les liant à la section « Notes et références ».
Pour les articles homonymes, voir Pierron.
Gérard Pierron, né le 14 octobre 1945 à Thouars (Deux-Sèvres), est un auteur-compositeur-interprète français.

## Biographie
Gérard Pierron se fait connaitre en mettant en musique et en interprétant les textes du poète Gaston Couté (1880-1911) dans ses deux premiers albums en 1977 et 1979. Dès le tout début des années 1980, il « s'est forgé un style » et ce « professionnel de la rêverie » a « commencé à s'imposer parmi les grands ».
Il est également l'un des principaux compositeurs d'Allain Leprest, pour lequel il a écrit plusieurs dizaines de musiques.
Ses nombreux albums, souvent à thème, relèvent de la fabrication artisanale de qualité. Ils sont l'occasion d'interpréter et de mettre en valeur des textes du patrimoine poétique français écrits par des auteurs plus ou moins célèbres mais toujours choisis avec soin pour la qualité de leur poésie : en plus de Couté et de Leprest, il compose pour Eugène Bizeau, Louis Brauquier (dont il a mis en musique une vingtaine de textes), René Guy Cadou, Jean Cassou, Léo Ferré, Maurice Genevoix, André Hardellet, Émile Joulain, Jules Laforgue, Lanza del Vasto, Valery Larbaud, Jean Moiziard, Gérard de Nerval, Norge, Patrick Piquet, Raymond Queneau, Jean Richepin, Charles Trenet ou Jean Villard Gilles. Il compose le plus souvent la musique qui accompagne ces textes. Il interprète également ses propres chansons.
Son travail a été récompensé par l'Académie Charles-Cros en 1986 pour l'album collectif Les Cent Printemps des Poètes, avec Alain Meilland et Michel Grange, enregistré en public au Printemps de Bourges,. 
Il reçoit le Prix Jacques-Douai en 2007.
Gérard Pierron est le père de François Pierron, contrebassiste, accompagnant le chanteur français Loïc Lantoine.

## Discographie
- 1977 : La chanson d'un gâs qu'a mal tourné (33 tours)
- 1978 : Le Printemps de Bourges 78 (disque), Album collectif en public (double 33 tours)
- 1979 : Gérard Pierron chante Gaston Couté (33 tours, Prix de l'Académie Charles-Cros)
- 1981 : La chanson du repêché (33 tours)
- 1983 : Dame, Création sur la Loire (33 tours)
- 1985 : Les Cent Printemps des Poètes (album collectif 33 tours enregistré en public au Printemps de Bourges avec Alain Meilland et Michel Grange, prix de l'Académie Charles-Cros 1986 collection patrimoine)
- 1988 : Saint-Pierre chante en corps (cassette, enregistrement en public avec Allain Leprest)
- 1989 : Cassette avec Jean Piero, orgue de barbarie et contrebasse
- 1990 : La chanson d'escale (CD d'après Louis Brauquier)
- 1992 : Gérard Pierron, Gaston Couté (CD)
- 1994 : Anthologie de la chanson française (2 titres)
- 1997 : En revenant du bal (CD, textes de Gaston Couté)
- 2000 : Chante vigne, chante vin (CD)
- 2003 : Carnet de bord (CD, sortie novembre 2003)
- 2006 : Plein Chant (CD, sortie 4 octobre 2006)
- 2006 : Madame la rue (CD, sortie 7 octobre 2006)
- 2007 : Le Discours du traîneux
- 2013 : Chansons en charentaises (CD, sortie décembre 2013)